# 馬歇爾縣 (密西西比州)
是美國密西西比州北部的一個縣，北鄰田納西州。面積1,838平方公里。根據美國2000年人口普查，共有人口34,993人。縣治霍利斯普林斯 (Holly Springs)。
馬歇爾縣成立於1836年2月9日。縣名是紀念曾任代表維吉尼亞州的眾議員、國務卿、首席大法官的約翰·馬歇爾。